# Georg von Schnurbein
Georg von Schnurbein (* 1977 in Regen) ist ein deutscher Betriebswirt. Er ist Professor für Stiftungsmanagement an der Universität Basel und Gründer und Direktor des Center for Philanthropy Studies (CEPS) der Universität Basel.

## Leben
Georg Schnurbein studierte von 1998 bis 2003 Betriebswirtschaftslehre an der Otto-Friedrich-Universität Bamberg und der Universität Freiburg (Schweiz) sowie im Nebenfach Politikwissenschaft an der Universität Bern. Er promovierte 2007 an der Universität Freiburg (Schweiz) und habilitierte 2013 an der Wirtschaftsuniversität Wien.
2008 wurde er zum Assistenzprofessor für Stiftungsmanagement an der Wirtschaftswissenschaftlichen Fakultät der Universität Basel ernannt. 2014 erfolgte die Berufung zum Associate Professor und 2022 zum Full Professor für Stiftungsmanagement an derselben Fakultät.
Das Center for Philanthropy Studies (CEPS) wurde 2008 auf Initiative von SwissFoundations als erstes interdisziplinäres Forschungs- und Weiterbildungszentrum in der Schweiz für Philanthropie und Stiftungswesen gegründet. 2025 wurde er in den Vorstand der International Society for Third Sector Research gewählt.
Schnurbein ist Mitherausgeber des jährlich erscheinenden Schweizer Stiftungsreports. sowie des Swiss Foundation Code. Außerdem ist er Mitgründer der Foundation Board Academy zur Ausbildung gemeinnütziger Stiftungsräte.

## Werke (Auswahl)
- Finanzmanagement in Non-Profit-Organisationen. Springer Gabler, Wiesbaden 2023.
- mit Thomas Sprecher und Philipp Egger: Swiss Foundation Code. Stämpfli Verlag, Zürich 2021 (swissfoundations.ch [PDF]).
- mit Karsten Timmer: Die Förderstiftung: Strategie – Führung – Management, Foundation Governance. 2. Auflage. Band 7. Helbing Lichtenhahn Verlag, Basel 2015.